# Opérateur pseudo-différentiel
En analyse mathématique, un opérateur pseudo-différentiel est une extension du concept familier d'opérateur différentiel, permettant notamment l'inclusion d'ordres de dérivation non entiers. Ces opérateurs pseudo-différentiels sont abondamment utilisés dans la théorie des équations aux dérivées partielles et en théorie quantique des champs.

## Rappels et notations
On reprend ci-dessous les notations introduites dans l'article opérateur différentiel.

### Opérateur différentiel
Rappelons qu'un opérateur différentiel linéaire d'ordre {\displaystyle m} s'écrit :
où les {\displaystyle a_{\alpha }(x)}, appelées coefficients de l'opérateur {\displaystyle {\mathfrak {D}}}, sont des fonctions des {\displaystyle n} variables d'espace {\displaystyle x^{k},k=1,\dots ,n}.

### Introduction de la transformée de Fourier

#### Définition
On définit ici la transformée de Fourier de la fonction {\displaystyle f} de {\displaystyle n} variables par :
La formule de transformation inverse s'écrit alors :

#### Application aux opérateurs différentiels
Le symbole de l'opérateur différentiel {\displaystyle {\mathfrak {D}}} d'ordre {\displaystyle m} est la fonction {\displaystyle \sigma (x,\xi )} des {\displaystyle 2n} variables {\displaystyle (x,\xi )} polynomiale en {\displaystyle \xi } :
L'opérateur différentiel {\displaystyle {\mathfrak {D}}} linéaire d'ordre {\displaystyle m} vérifie alors la relation :
On constate que cette formule pourrait en fait permettre de définir l'opérateur {\displaystyle {\mathfrak {D}}} à partir de son symbole {\displaystyle \sigma (x,\xi )}. Nous allons mettre cette idée à profit dans le paragraphe suivant.

## Introduction: opérateur pseudo-différentiel à coefficients constants

### Opérateur différentiel à coefficients constants
Si les coefficients {\displaystyle a_{\alpha }} de l'opérateur différentiel {\displaystyle {\mathfrak {D}}} d'ordre {\displaystyle m} sont indépendants des {\displaystyle n} variables d'espace {\displaystyle x^{k}}, son symbole est seulement une fonction {\displaystyle \sigma (\xi )} des {\displaystyle n} variables {\displaystyle \xi } polynomiale en {\displaystyle \xi } :
de telle sorte que :
soit encore, en utilisant la transformation de Fourier inverse :

### Définition: opérateur pseudo-différentiel à coefficients constants
Soit une fonction {\displaystyle p} des {\displaystyle n} variables {\displaystyle \xi }. On associe à cette fonction un opérateur pseudo-différentiel {\displaystyle P_{D}} à coefficients constants, dont l'action sur une fonction {\displaystyle f} est définie par l'intégrale suivante :
Pour que l'intégrale ait un sens, il faut que le symbole {\displaystyle p(\xi )} présente quelques « bonnes » propriétés :
- la fonction {\displaystyle p(\xi )} doit être lisse ;
- la fonction {\displaystyle p(\xi )} doit avoir une croissance tempérée lorsque {\displaystyle |\xi |\to \infty }, cette croissance tempérée devant de plus s'améliorer par dérivation. Par analogie avec le cas d'un opérateur différentiel d'ordre {\displaystyle m}, où cette croissance est polynomiale, on est amené à demander ici qu'il existe un nombre {\displaystyle m} tel que :

où les {\displaystyle C_{\alpha }} sont des constantes, qui peuvent dépendre de {\displaystyle \alpha }.

### Calcul symbolique exact
Soient {\displaystyle P_{1}} et {\displaystyle P_{2}} deux opérateurs pseudo-différentiels à coefficients constants, définis respectivement par les symboles {\displaystyle p_{1}(\xi )} et {\displaystyle p_{2}(\xi )}. Alors, l'opérateur {\displaystyle P=P_{1}P_{2}} est encore un opérateur pseudo-différentiel à coefficients constants, dont le symbole est le produit {\displaystyle p_{1}(\xi )p_{2}(\xi )}.

## Opérateur pseudo-différentiel: cas général

### Définition
Soit une fonction {\displaystyle p(x,\xi )} des {\displaystyle 2n} variables {\displaystyle (x,\xi )}. On associe à cette fonction un opérateur pseudo-différentiel {\displaystyle P_{D}}, dont l'action sur une fonction {\displaystyle f} est définie par l'intégrale suivante :
Remarque : on note parfois cet opérateur pseudo-différentiel à partir de son symbole de la façon suivante : {\displaystyle P_{D}=p(x,D)}. 
Il existe une autre définition, celle de Weyl :

### Propriétés requises du symbole
Pour que l'intégrale ait un sens, il faut que le symbole {\displaystyle p(x,\xi )} présente quelques « bonnes » propriétés, énoncées ci-dessous :
- la fonction {\displaystyle p(x,\xi )} doit avoir une croissance tempérée lorsque {\displaystyle |\xi |\to \infty }, cette croissance tempérée devant de plus s'améliorer par dérivation. Par analogie avec le cas d'un opérateur différentiel d'ordre {\displaystyle m}, où cette croissance est polynomiale, on est amené à demander ici qu'il existe un nombre {\displaystyle m} tel que {\displaystyle \forall \alpha \quad \left|\partial _{\xi }^{\alpha }p(x,\xi )\right|\leq C_{\alpha }\left(1+|\xi |\right)^{m-|\alpha |}} où les {\displaystyle C_{\alpha }} sont des constantes, qui peuvent dépendre de {\displaystyle \alpha } ;
- la fonction {\displaystyle p(x,\xi )} doit avoir une variation lente dans les variables d'espace {\displaystyle x}. On demande explicitement que {\displaystyle \forall \alpha ,\quad \left|\partial _{x}^{\alpha }p(x,\xi )\right|\leq C_{\alpha }\left(1+|\xi |\right)^{m}}.

Ces deux conditions peuvent être combinées en une seule, utilisée ci-dessous pour définir plus précisément la classe des symboles d'ordre {\displaystyle m}.

### Classe des symboles d'ordrem
Soit {\displaystyle \Omega \subset \mathbb {R} ^{n}} un compact, et {\displaystyle p(x,\xi )} une fonction lisse de {\displaystyle {\mathcal {C}}^{\infty }(\Omega \times \mathbb {R} ^{n})}. Soit {\displaystyle m} un nombre réel quelconque. La classe {\displaystyle S^{m}(\Omega \times \mathbb {R} ^{n})} des symboles d'ordre {\displaystyle m} est définie par :
pour tout {\displaystyle x\in \Omega }, {\displaystyle \xi \in \mathbb {R} ^{n}}, et pour tous les multi-indices {\displaystyle \alpha ,\beta }. Les {\displaystyle C_{\alpha ,\beta ,\Omega }} sont des constantes, qui peuvent dépendre de {\displaystyle \alpha ,\beta } et {\displaystyle \Omega }.
Remarque : lorsque la mention du compact {\displaystyle \Omega } est indifférente, on note simplement : {\displaystyle S^{m}=S^{m}(\Omega \times \mathbb {R} ^{n})}.
On note souvent {\displaystyle \Psi ^{m}} l'ensemble des opérateurs pseudo-différentiels à symbole dans {\displaystyle S^{m}}

## Propriété de pseudo-localité

### Support singulier d'une distribution
On appelle support singulier d'une distribution {\displaystyle u} le complémentaire de l'ensemble des points au voisinage desquels {\displaystyle u} est une fonction {\displaystyle C^{\infty }}.

### Calcul symbolique
Soient {\displaystyle p_{j},(j=1,2)} des éléments de {\displaystyle S^{m_{j}}(\mathbb {R} ^{n}\times \mathbb {R} ^{n})}. Alors l'opérateur {\displaystyle p_{1}(x,D)\circ p_{2}(x,D)} est aussi un opérateur pseudo-différentiel, dont le symbole, qui appartient à {\displaystyle S^{m_{1}+m_{2}}} est donné par une somme asymptotique dont le premier terme est {\displaystyle p_{1}(x,\xi )p_{2}(x,\xi )}

### Continuité dans les espaces de Sobolev
On note {\displaystyle H^{s}(\mathbb {R} ^{n})} l'espace de Sobolev standard d'ordre {\displaystyle s} sur {\displaystyle \mathbb {R} ^{n}}.
Soient {\displaystyle s} et {\displaystyle m} deux nombres réels. Un opérateur pseudo-différentiel d'ordre {\displaystyle m} sur {\displaystyle \mathbb {R} ^{n}} (c.-à-d. un élément de {\displaystyle \Psi ^{m}}) est continu de {\displaystyle H^{s}(\mathbb {R} ^{n})} dans {\displaystyle H^{s-m}(\mathbb {R} ^{n})}.

### Propriété de pseudo-localité
Soit {\displaystyle a\in S^{m}} et soit {\displaystyle K} le noyau de {\displaystyle a(x,D)}. Alors {\displaystyle K} est {\displaystyle C^{\infty }} pour {\displaystyle x\neq y}. En particulier, pour toute distribution tempérée {\displaystyle u}, supp sing {\displaystyle a(x,D)u\subset } supp sing {\displaystyle u}.